# Échanges d'otages israéliens contre des prisonniers palestiniens
Les échanges d'otages israéliens contre des prisonniers palestiniens sont le résultat d'une série de négociations ayant eu lieu entre Israël et le Hamas, entre 2023 et 2025. Ces négociations ont été menées par le Qatar, l'Égypte et les États-Unis, lors des accords de cessez-le-feu temporaires, durant la guerre à Gaza débutée le 7 octobre 2023. En Israël, l'accord s'appelle « opération Portes du paradis » (hébreu : דלתות שמיים), et le sous-programme pour la réhabilitation des citoyens étrangers s'appelle « opération Main amicale » (hébreu : יד אחות).
Ces négociations ont lieu à la suite de l'enlèvement d'environ 250 civils et soldats israéliens par le Hamas dans le sud d'Israël lors des attaques du 7 octobre 2023. En 2023, le nombre de Palestiniens détenus par Israël était estimé à 10 000. 
La question du sort des otages a suscité des dissensions au sein du gouvernement israélien, certains ministres souhaitant négocier leur libération et d'autres y étant opposés.
En novembre 2023, Israël a libéré, 240 prisonniers palestiniens (dont 107 mineurs). En échange, le Hamas libère 105 civils détenus en otages (dont des mineurs), dont 81 Israéliens, 23 Thaïlandais et un Philippin.
L'accord de cessez-le-feu de janvier 2025, négocié par les États-Unis et le Qatar, qui a pris effet le 19 janvier, est le second à entrer en vigueur depuis le début de la guerre. Selon le premier ministre du Qatar, Mohammed Ben Abderrahmane Al Thani, « La première phase durera quarante-deux jours et comprendra un cessez-le-feu ainsi que le retrait des forces israéliennes vers l’est, loin des zones peuplées. Ces forces seront positionnées le long de la frontière de [la bande de] Gaza ». Dans cette première phase s'achevant le 1er mars, 33 otages, dont huit morts, doivent être échangés contre 1900 prisonniers palestiniens détenus en Israël.

## Contexte

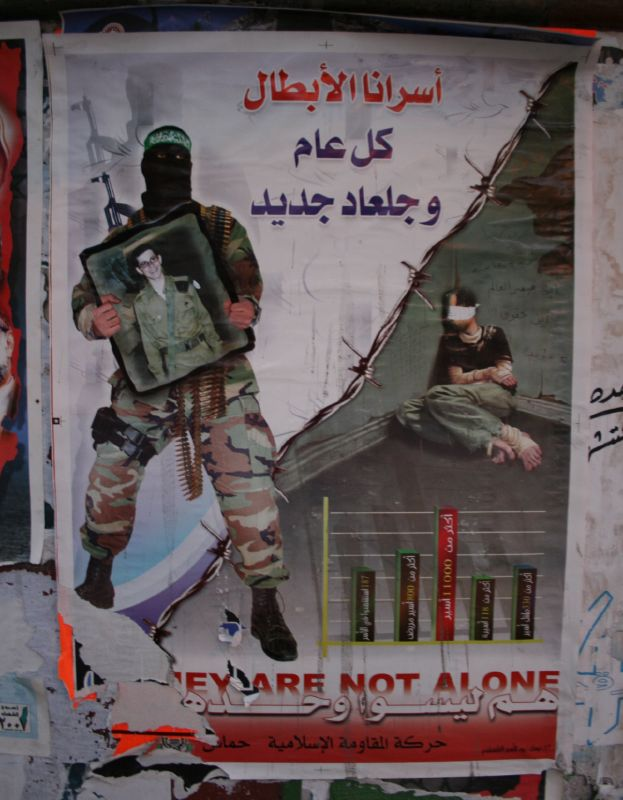
Une affiche du Hamas souhaitant qu'il y ait « un nouveau Gilad chaque année » à échanger contre des prisonniers israéliens (2007).

Les otages israéliens, qu'ils soient civils ou soldats, servent de monnaie d'échange pour obtenir la libération de prisonniers palestiniens dans le cadre du conflit israélo-palestinien.
Déjà en 1985, en vertu de l'accord de « Jibril », Israël a libéré 1150 détenus palestiniens en échange de trois soldats israéliens. En 2011, le soldat Gilad Shalit, capturé cinq ans plus tôt par le Hamas, est échangé contre 1 027 prisonniers palestiniens,,. 

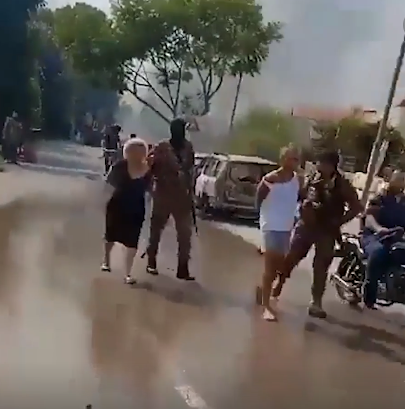
Des hommes armés du Hamas capturant des civils en otages lors de l'attaque du 7 octobre.

Outre une future monnaie d'échange pour les terroristes qui avaient pour mission d'enlever suffisamment d'otages israéliens pour pouvoir faire libérer la totalité des prisonniers palestiniens, les otages du 7 octobre pourraient aussi être des boucliers humains face aux bombardements israéliens,,.
La majorité des otages enlevés sur le sol israélien sont des civils israéliens, dont des mineurs, des soldats de Tsahal et des policiers ainsi que plusieurs ressortissants binationaux et étrangers, notamment des ouvriers agricoles thaïlandais, se trouvant ce jour-là dans cette zone appelée « enveloppe de Gaza » en bordure de la bande de Gaza,.
Avant la guerre de Gaza commencée en 2023, Israël détenait plus de 5 200 prisonniers palestiniens, dont au moins 170 mineurs. Chaque année, 500 à 700 enfants et adolescents palestiniens sont détenus et poursuivis par le système judiciaire militaire israélien. L'accusation la plus courante est d'avoir jeté des pierres.
Environ 1 310 Palestiniens sont placés en détention administrative, une pratique qui permet à Israël de les détenir sans inculpation ni procès. En novembre 2023, le nombre de prisonniers palestiniens atteint le nombre de 10 000. À la suite de l'expulsion de plusieurs milliers de travailleurs gazaouis détenus, la Commission palestinienne pour les affaires des détenus et des ex-prisonniers estime, en novembre 2023, leur nombre à environ 8 300,.
Certains de ces prisonniers palestiniens ont été reconnus coupables de terrorisme par les autorités israéliennes. Cependant, le rapporteur spécial des Nations unies sur les territoires palestiniens occupés décrit de nombreuses condamnations comme résultant d'une «litanie de violations du droit international, y compris des violations d'une procédure régulière, qui entachent la légitimité de l'administration de la justice par la puissance occupante»,.
Au total, depuis 1967 et la guerre des Six Jours, Israël a arrêté un million de Palestiniens. Parallèlement, 40 % des hommes palestiniens ont été emprisonnés par Israël à un moment donné de leur vie.

## Négociations

### 2023
Le Hamas propose un accord baptisé « tout le monde pour tout le monde » ou « tous pour tous » – la libération de tous les otages détenus à Gaza en échange de celle de milliers de Palestiniens emprisonnés en Israël,.
Le 13 novembre 2023, le Hamas aurait déclaré aux médiateurs qataris que le groupe est prêt à libérer jusqu'à 70 femmes et enfants otages détenus à Gaza dans le cadre d'une trêve de cinq jours et en échange de la libération de 275 femmes et enfants détenus par Israël.
Le 22 novembre 2023, Israël et le Hamas parviennent à un accord sur un cessez-le-feu et la libération de 50 otages, et en réponse, le gouvernement israélien libérera 150 prisonniers palestiniens. Selon le Hamas, les enfants seront la principale composante des otages libérés,.
Le 2 décembre 2023, quelques jours après la rupture du cessez-le-feu entre Israël et le Hamas, le chef adjoint du Hamas, Saleh Al-Arouri, déclare qu'aucun prisonnier/otage ne sera échangé avec Israël jusqu'à la mise en place d'un cessez-le-feu à Gaza.

### 2024
En 2024, les négociations durent plusieurs mois, principalement axées sur la proposition présentée par le président américain Joe Biden, qui comprend trois phases au cours desquelles les otages israéliens seront libérés et un cessez-le-feu mis en œuvre.
En 2024, Israël mène plusieurs opérations de sauvetage d'otages à Gaza,. Dans la nuit du 11 au 12 février 2024, deux otages israélo-argentins sont libérés à Rafah lors d'une opération de l'armée israélienne. Cette même opération mène à la mort d'environ 100 Palestiniens. Le 8 juin 2024, l'armée israélienne annonce avoir libéré quatre otages israéliens lors d’une opération militaire « difficile » à Nuseirat. L'opération, durant laquelle Tsahal tue 274 réfugiés palestiniens et cause près de 700 blessés, est hautement critiquée par une partie de la communauté internationale, jusqu'à être qualifiée de « massacre » par Josep Borrell,.
Les différentes parties sont accusées d'avoir saboté les négociations : d'un côté, l'administration de Benjamin Netanyahou est accusée par la presse d'avoir saboté les pourparlers de cessez-le-feu. Le gouvernement aurait fait fuiter à la presse internationale des « documents secret-défense » manipulés, détaillant comment le Hamas entendait prétendument tirer profit d'un accord sur la libération des otages, afin de faire échouer tout accord et prolonger la guerre. De l'autre côté, les hauts responsables américains John Kirby et Antony Blinken, alliés du gouvernement israélien, accusent le Hamas d'entraver les progrès et de provoquer constamment l'échec des négociations sur les otages et le cessez-le-feu,,. En Israël, les manifestations itératives demandant au gouvernement d'accepter un accord sur la libération des otages prennent une ampleur inédite à partir de septembre 2024, rassemblant des centaines de milliers de personnes, particulièrement sur la « place des Otages » à Tel Aviv.
Un négociateur israélien, le général de brigade de réserve Oren Setter, regrette en 2025 des « occasions manquées » pour libérer des otages. Selon lui, Israël « n'a pas fait tout ce qu'il pouvait pour ramener le plus vite possible » les otages.

## Libération de prisonniers par Israël (2023-2024)

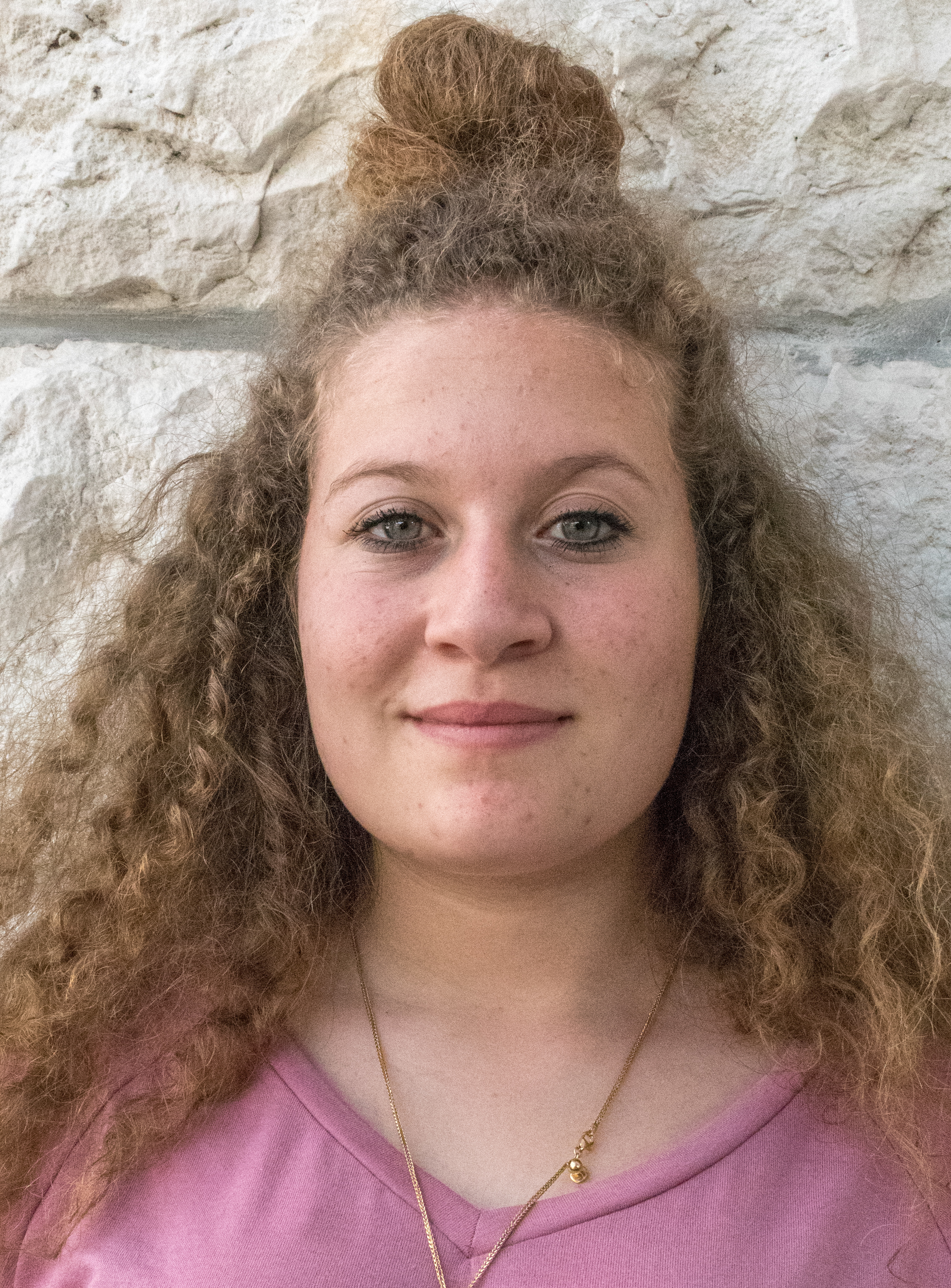
Ahed Tamimi, une Palestinienne de 22 ans, a été libérée par Israël. Elle avait été arrêtée le 6 novembre 2023 au motif "d'incitation à la violence".

Dans le cadre de l’échange négocié en novembre 2023, pour faire revenir les otages retenus par le Hamas depuis le 7 octobre, 150 femmes et mineurs palestiniens sont libérés des prisons israéliennes en quelques jours. Le 28 novembre, 180 prisonniers sont libérés, choisis parmi une liste de 300 Palestiniens détenus. Parmi les prisonniers notables libérés figurent Israa Jaabis et Ahed Tamimi,. Selon Al Jazeera, les autorités israéliennes tirent des gaz lacrymogènes sur les bus transportant les prisonniers libérés. À la fin de la trêve, Israël libère 240 prisonniers, dont 107 mineurs, et les trois quarts n'ayant pas été reconnus coupables d'un crime.
Selon la Société des prisonniers palestiniens, Israël procède à davantage d'arrestations que de libérations de Palestiniens depuis le début du cessez-le-feu. Al Jazeera rapporte que pour chaque Palestinien libéré, un autre est arrêté. Le 27 février 2024, un adolescent libéré lors d'un échange de prisonniers est de nouveau arrêté par les forces israéliennes. Le 21 mars, un autre adolescent de 18 ans libéré plus tôt est arrêté une nouvelle fois lors d'un raid sur son domicile familial.

### Statut des prisonniers
De nombreux prisonniers palestiniens sont détenus en Israël en détention administrative, arrêtés pour des accusations telles que des prises de paroles politiques et des manifestations non violentes. On estime à 2 000 le nombre de Palestiniens détenus sans aucune charge dans les prisons israéliennes et ceux étant inculpés font face à un taux de condamnation de plus de 99 % devant les tribunaux militaires israéliens,. Les autorités israéliennes qualifient cependant tous les prisonniers libérés de « terroristes » ; arrêtés pour « délits liés à la sécurité d'Israël », allant du caillassage, au soutien au terrorisme et à des tentatives de meurtre,. Sur les 300 prisonniers initialement proposés à la libération, 124 ont moins de 18 ans et 146 autres sont majeurs. Sur les 240 prisonniers libérés, 107 sont âgés de 14 à 17 ans ; 104 garçons dont 5 de 14 ans et 3 filles de 16 et 17 ans. Les 133 autres sont des adultes : 65 hommes, tous âgés de 18 ans excepté un ayant eu 19 ans en prison, et 68 femmes d'âges divers,.
Le 24 janvier 2024, Israël arrête de nouveau un adolescent précédemment libéré dans le cadre de l'échange, ce qui suscite l'indignation de groupes palestiniens, notamment de la Société des prisonniers palestiniens, qui qualifie cette action de « violation flagrante » des termes de l'accord d'échange. Selon Israël, le jeune homme de dix-sept ans s'était engagé dans des « activités terroristes » après sa libération.

### Conditions de détention
En tant que ministre chargé des prisons, Itamar Ben-Gvir a adopté des directives durcissant les conditions de détention des prisonniers palestiniens après le début de la guerre de 2023. En cinq mois, le nombre de Palestiniens emprisonnés en Israël, hors ceux de droits communs, double, passant à 9 500, dont 3 550 dits « administratifs » (des personnes incarcérées sans charges ni limite de temps). Les cellules sont surpeuplées, les radios sont confisquées et l’électricité coupée, les couvertures et le matériel d’entretien manquent. La Croix-Rouge n’a plus accès aux prisonniers. La directrice de l'ONG israélienne Hamoked indique : « Nous n’avons jamais vu un tel niveau d’abus. Les prisonniers ne reçoivent pas assez de nourriture. Parmi ceux que nous avons rencontrés, certains ont perdu 20 kg ». Une autre ONG, Médecins pour les droits humains, qui a assisté à des autopsies, indique que des détenus ont succombé à un manque de soins. De nombreux témoignages font état de violences et de menaces, y compris de viols.
Les prisonniers libérés décrivent les mauvais traitements et le manque d’eau potable et de nourriture dans les prisons israéliennes. Selon des prisonniers libérés, les conditions dans les prisons israéliennes se sont détériorées depuis le début du conflit du 7 octobre, des unités de répression des prisons battant quotidiennement les prisonniers. Un garçon de 17 ans déclare que les couvertures et les oreillers, les vêtements de rechange et les couvre-fenêtres des enfants détenus leur ont été retirés ; Israël ne serait pas au courant de ces affirmations, mais affirme que tous les droits fondamentaux accordés par la loi ont été appliqués ; « les prisonniers et les détenus ont le droit de déposer une plainte qui sera pleinement examinée par les autorités officielles ». Selon une prisonnière libérée, Israël a privé les détenus de nourriture, de médicaments et de sommeil. Un adolescent décrit un médecin de la prison riant lorsque le garçon lui a demandé des médicaments pour une blessure au bras. Un autre dénonce avoir été déshabillé et frappé à coups de pied par un gardien de prison portant des bottes à embout d'acier. D'autres prisonniers libérés déclarent avoir été aspergés de gaz lacrymogènes, battus, aspergés de gaz poivré et menacés avec des armes à feu. Certains, dont l'écrivain et journaliste palestinien Lama Khater (en), déclarent avoir été menacés de viol et attaqués par des chiens muselés,. L'AFP décrit Khalida Jarrar comme « méconnaissable » à sa libération en janvier 2025 après plus d'un an de détention : « visage pâle, cheveux blanchis, l'air hagard » et incapable de parler. Elle témoigne par la suite de la dureté de ses conditions de détention comme les coups, l'aspersion régulière de gaz, le peu de nourriture et indique avoir été détenue en isolement pendant six mois, sans pouvoir parler à personne. Un adolescent palestinien de 17 ans, mort en détention en Israël le 24 mars 2025, présentait des signes de malnutrition extrême, rapporte Associated Press.
L'organisation Amnesty International décrit « des actes de torture et d'autres mauvais traitements » dans les prisons israéliennes depuis le 7 octobre, et au moins six détenus ont été tués,. L'ONG israélienne B'Tselem fait état de « mauvais traitements systématiques » et de la « torture ». Selon un avocat de l'ONG Addameer, depuis l'attaque du 7 octobre, les prisonniers se sont vu refuser des soins médicaux, de la nourriture et de l'eau, ainsi que des visites familiales et des visites d'avocats,.
L'organisation Addameer identifie en janvier 2025 cinquante-six Palestiniens morts dans une prison israélienne depuis le début de la guerre, en raison d’un manque de soins, de mauvais traitements ou de torture. En mars 2025, le décès d'un adolescent porte à soixante-trois le nombre de Palestiniens morts dans les prisons israélienne depuis octobre 2023.

### Restrictions de parole et de mouvement
Les prisonniers palestiniens libérés sont avertis par Israël, dans une déclaration du ministre israélien de la Sécurité nationale, Itamar Ben Gvir, de ne pas célébrer leur libération, prenant le risque d'être renvoyés en prison. Les prisonniers libérés n’ont également pas le droit de participer à des activités politiques, de publier des contenus politiques sur les réseaux sociaux ou de participer à des manifestations. Un adolescent libéré se voit interdire de « quitter son domicile, à brandir des pancartes ou des banderoles » ; si l'une des règles est enfreinte, celui-ci risque de nouveau l'arrestation. Avant sa libération, le domicile familial est fouillé à plusieurs reprises. La police israélienne tire des gaz lacrymogènes sur les familles des prisonniers et leurs partisans attendant devant la prison d'Ofer. Les habitants de Jérusalem-Est signalent une « répression » avant la libération des prisonniers. Selon Al Jazeera, des raids israéliens à Beitunia auraient été menés avant la libération des prisonniers afin d'empêcher les célébrations.

## Libération d'otages par le Hamas (2023-2024)

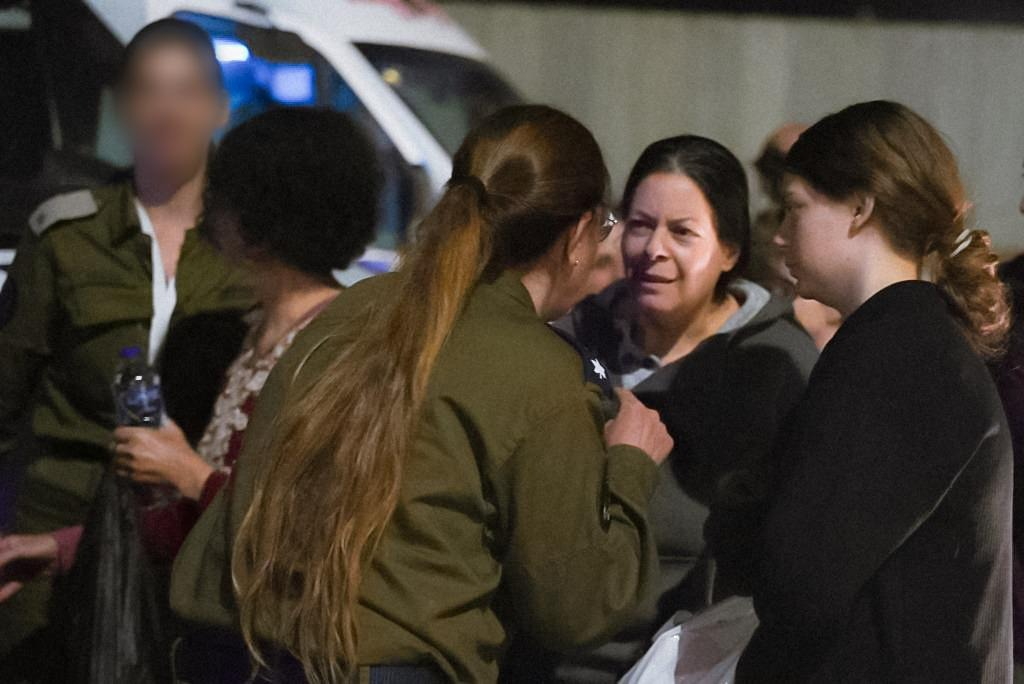
Otages libérés par le Hamas le 25 novembre.

Le 24 novembre 2023, le gouvernement israélien confirme la libération de 13 otages israéliens et d'autres nationalités, enlevés lors des attaques du 7 octobre,. Srettha Thavisin, le Premier ministre thaïlandais, confirme sur les réseaux sociaux la libération de 12 otages thaïlandais. Plus tard dans la journée, il est rapporté (par le ministère des Affaires étrangères du Qatar) l’identité des 24 otages libérés ce 24 novembre : 13 citoyens israéliens (dont certains ayant une double nationalité), 10 citoyens thaïlandais et un citoyen philippin. Un certain nombre de citoyens thaïlandais auraient été libérés en dehors de l'accord de trêve.
Au 30 novembre 2023, 105 civils sont libérés, dont 81 Israéliens, 23 Thaïlandais et un Philippin.
Le gouvernement israélien n'a pas négocié la libération des otages thaïlandais.

### Gestion des otages

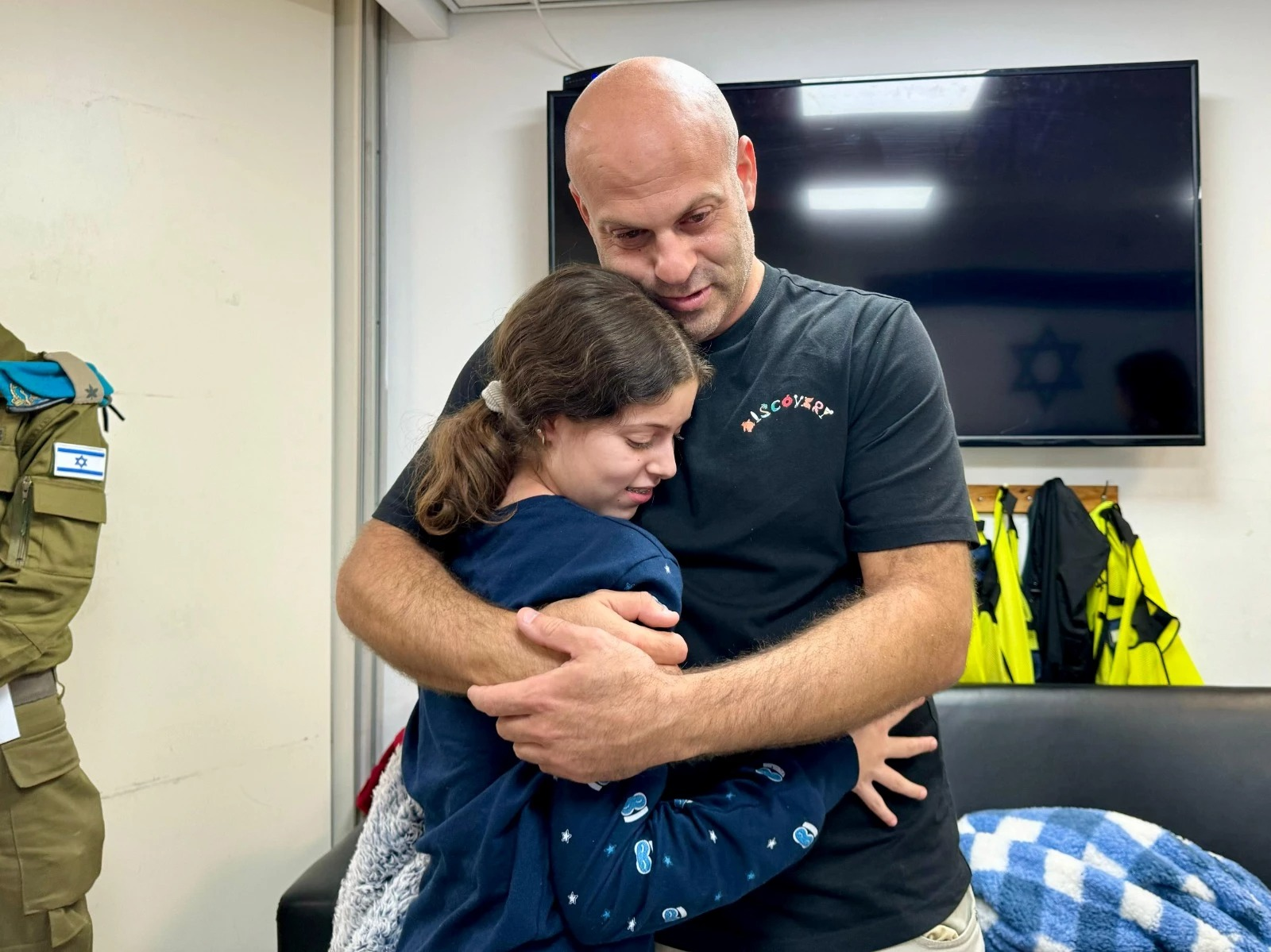
Hila Rotem, 13 ans, embrassée par son oncle, Yair Rotem, lors de leurs retrouvailles aux premières heures du 26 novembre 2023, après sa libération. Sa mère, Raya, reste otage à Gaza.

Après avoir été libérés, les otages sont acheminés par la Croix Rouge via le point de contrôle de Rafah vers l'Égypte avant d'être transportés vers Israël. Ils sont ensuite emmenés à la base du kibboutz de Hatzerim pour traitement et contrôle, avant d'être triés et envoyés dans environ cinq hôpitaux différents.
Des spécialistes du ministère israélien de la Protection sociale et des psychologues ont élaboré des instructions sur la manière dont les soldats qui les accueillent doivent se comporter dans différentes situations, lorsqu'ils communiquent notamment avec des enfants otages rapatriés. L'intervenant ne doit pas les toucher sans le consentement de l'enfant, et ne pas répondre aux questions « Où est ma mère ? Quand vais-je voir papa ? » mais répondre par exemple : « Bébé, chérie, je suis désolé, je ne sais pas. Mon travail consiste à t'emmener en Israël dans un endroit sûr où des personnes que tu connais t'attendront. Ils répondront à toutes tes questions ». L'utilisation dans la mesure du possible du nom de l'enfant lors d'une quelconque conversation est suggéré. Des directives alimentaires sont également créées pour les personnes libérées et des réglementations interdisant de questionner les enfants libérés et autorisant uniquement les femmes médecins à s'occuper d'eux sont publiées.
En Israël les récits des otages libérés ravivent les blessures et les colères, voire les haines, contribuant à expliquer pourquoi aucun débat n’émerge sur la proportionnalité de la riposte israélienne à Gaza, parfois considérée comme un génocide. « Dans les sondages, les juifs israéliens n’expriment pas d’empathie pour les Palestiniens de Gaza à cause des otages. C’est vrai y compris parmi ceux qui sont à gauche. La capacité à voir la souffrance dans le camp d’en face ne commencera probablement à exister que lorsque les otages auront été libérés », constate Tamar Hermann, professeure de science politique à l’Israel Democracy Institute. « Dans l’opinion, prédomine le sentiment qu’il n’y a pas d’autre choix que d’être brutal et même cruel, et de prendre une revanche. La violence de ce qu’il s’est passé le 7-Octobre suffit largement à nourrir ce sentiment. Mais les témoignages des otages libérés et les craintes sur ceux qui sont encore à Gaza contribuent à alimenter cette colère initiale », souligne également la politologue Dahlia Scheindlin.

### Conditions des otages
L'unité militaire de l'ombre appelée l'« Unité fantôme », chargée de la garde des otages israéliens dans les tunnels de Gaza, est constituée de Palestiniens sélectionnés par les Brigades Izz al-Din al-Qassam du Hamas, qui sont soumis à des normes de sécurité élevées : fouilles surprises, téléphones ne pouvant se connecter aux réseaux ordinaires « et certains d'entre eux ne connaissent même pas l'identité de leurs collègues ». Les services de renseignement israéliens estiment que l'unité secrète utilise des méthodes sophistiquées pour tromper les opérations de traçage, notamment en déplaçant les prisonniers d'un tunnel à l'autre. Les responsables du Hamas affirment que l'unité traite les prisonniers «conformément aux valeurs islamiques», sans donner plus de détails.
Pour les otages libérés en décembre 2023, une captivité de cinquante jours a engendré des maux allant de la malnutrition aux effets du manque d’air, de lumière et d’hygiène, en passant par une aggravation de pathologies préexistantes, surtout pour ceux qui n’avaient pas eu accès à leurs médicaments. Les symptômes des otages libérés en février 2025, après plus de quinze mois de détention dans un lieu ravagé par les bombes et la famine, sont en général « nettement plus sévères » mais varient selon les endroits dans lesquels ils ont été retenus à l’intérieur de l’enclave palestinienne.
Les 24 premiers otages libérés par le Hamas seraient tous en « bon état » de santé ; plus tard, la plupart s'avèrent en bonne forme physique, alors que certains sont obligés de rester à l'hôpital, au regard de leur santé alarmante par privation de soins,,,. Un otage de 78 ans enfin libéré déclare à Channel 13 : « Tout va bien ».
D'anciens otages parlent d'espaces de détentions surpeuplés, avec peu d’électricité et pas de matelas. Certains disent avoir été bien nourris en captivité jusqu'à ce que les conditions s'aggravent et que les gens aient faim. Les otages étaient nourris en portions très clairsemées, certains recevant un seul morceau de pain par jour, ou de petites quantités de poulet, de riz, de pain, de houmous en conserve, de fromage et de thé, ; d'autres pouvaient rester une journée sans recevoir de nourriture.
Une ex-otage de 85 ans déclare au Time Magazine : « les captifs sont bien traités et reçoivent des soins médicaux, y compris des médicaments. Les gardes les maintiennent dans des conditions propres ». Cependant, selon un otage thaïlandais libéré, les otages israéliens détenus avec lui ont été maltraités par leurs ravisseurs, battus notamment avec des câbles électriques. La totalité était sous-alimenté, les gardes donnant généralement aux otages une pita par jour et des prisonniers n'ayant pris qu'une seule douche pendant les presque deux mois de détention, soit la veille de leur libération, où ils ont également pu changer de vêtements pour la première fois depuis leur enlèvement,.
Selon le ministère israélien de la Santé, certaines des femmes âgées libérées ont perdu entre 8 et 15 kg pendant leur captivité. L'otage franco-israélienne Mia Schem, sérieusement blessée au bras, a été opérée à Gaza par un vétérinaire durant sa détention. Certaines personnes enlevées qui suivaient un traitement médical en ont été privées durant leur captivité, alors que parallèlement, le Hamas refuse au CICR l'accès aux otages pour leur prodiguer des soins,,. Ainsi, l'otage Elma Avraham est restée sans médicaments pendant 50 jours ; à sa sortie, elle est transférée à l'hôpital dans un état critique.
Le professeur Itay Pesach, directeur de l'Hôpital pour enfants Edmond et Lily Safra à Tel Hashomer, qui a soigné certains des 111 otages libérés de captivité, déclare que les patients décrivent « toute la gamme d'abus dont vous pourriez rêver... ». Il ajoute à l'agence international Associated Press qu'au moins 10 otages libérés, hommes et femmes, ont été agressés ou abusés sexuellement ; un rapport du ministère israélien de la Santé décrit les maltraitances subies par les otages détenus par le Hamas.
Des ravisseurs ont essayé de démoraliser les otages, qui n'avaient aucune idée de ce qui se passait à l'extérieur, en leur disant qu'« Israël les a abandonnés ». Lors d'une réunion avec le Premier ministre Benyamin Netanyahou, un ex-otage déclare qu'ils étaient « terrifiés à l'idée que ce ne soit pas le Hamas, mais Israël qui nous tuera ». 
Yarden Bibas, Ofer Kalderon et Keith Siegel, libérés le 1er février 2025, « ont été détenus ensemble au début de leur captivité », rapporte le quotidien israélien Ha’Aretz. « Durant les premières semaines, les terroristes les ont battus, enfermés dans des cages et maltraités, tant physiquement que mentalement », selon la chaîne publique israélienne Kan.
Les trois otages libérés par le Hamas le 8 février 2025 ont révélé des conditions de détention terribles. Après 16 mois de captivité, ils sont apparus très amaigris et affaiblis, ce qui a provoqué la colère des Israéliens et des réactions internationales, notamment aux États-Unis. Ils affirment avoir été torturés physiquement et psychologiquement et détenus dans des conditions insoutenables : dans un tunnel très étroit, pieds nus, sans voir la lumière du jour et intentionnellement affamés. L’hôpital Ichilov de Tel-Aviv a accueilli l'un d'eux qui était en état de « détresse nutritionnelle ».
Durant leur captivité, certains enfants otages auraient été contraints de regarder des images des attaques du Hamas du 7 octobre,. Selon la tante d'un otage de 12 ans libéré, l'enfant a été battu par des combattants du Hamas, des enfants en pleurs ont été menacés avec des armes pour les faire taire. Deux enfants otages décrivent avoir été volontairement « marqués » avec le pot d'échappement brûlant d'une moto, afin de faciliter leur récupération en cas de fuite,, et avoir été drogués.
À leur libération, des parents indiquent que leurs enfants ex-otages parlent indistinctement et seulement en chuchotant, après avoir été forcés à rester silencieux pendant leurs près de deux mois de captivité.
Le directeur chargé des jeunes otages libérés, à l'hôpital pour enfants Safra au centre médical Sheba, déclare qu'ils ont subi des épreuves physiques et mentales car le comportement du Hamas à leur égard était « mauvais et cruel ». Le professeur Ronit Lubetzky, directeur du département de pédiatrie du Centre médical Chaim Sheba, déclare que certains enfants ont perdu jusqu'à 10 kg de leur poids corporel. Le professeur Dror Mendel, directeur de l'hôpital pour enfants Dana-Dwek de Tel Aviv, décrit en outre des blessures orthopédiques, des cicatrices et des brûlures sur les corps de certains otages libérés. Il déduit « des normes d'hygiène très faibles » durant leur captivité en faisant cas de poux, d'éruptions cutanées, d'irritations cutanées et d'inflammations.

### Lieux de détention
Les otages sont détenus dans divers endroits. Certains d'entre eux se retrouvent dans le réseau de tunnels de combat du Hamas, surnommé le « métro de Gaza », dans les profondeurs desquels opère l'unité militaire secrète des Brigades Izz al-Din al-Qassam du Hamas, appelée Shadow Unit, l'« Unité fantôme », chargée de la garde des otages.
D'autres otages sont détenus dans des résidences civiles, comme Mia Schem gardée dans la maison habitée par la famille gazaouie d'un des terroristes qui l'a enlevée,. D'autres lieux de résidence sont réquisitionnés ou apparemment offerts par la population locale. L'un des otages décrit son arrivée dans une maison rapidement abandonnée par ses habitants, la machine à laver étant toujours en fonctionnement. L'une d'eux a été « gardée dans une pièce « étouffante » et a dormi sur des chaises en plastique avec un drap pendant près de 50 jours », quand d'autres n'en ont pas eu. Un autre décrit avoir été détenu dans un grenier par un enseignant de l'UNRWA et un troisième affirme avoir été détenu par un médecin de Gaza[réf. à confirmer]. Selon le « forum des otages et des familles disparues », des femmes otages sont détenues dans des cages.

## Accord de 2025
Le 15 janvier 2025, Israël et le Hamas concluent un accord aux termes duquel l'organisation accepte la libération les otages (notamment des femmes et des hommes âgés) enlevés à Gaza lors des attaques du 7 octobre 2023 en échange de la libération des combattants du Hamas et d'autres prisonniers palestiniens, dont beaucoup sont impliqués dans des attaques contre des Israéliens ; certains étant jugés pour meurtre et d'autres sans inculpation formelle,,. L'accord, conclu grâce à des négociations menées sous la médiation des États-Unis, de l'Égypte et du Qatar, est le second à entrer en vigueur depuis le début de la guerre,.
Le cessez-le-feu et le début de la restitution des otages commencent le dimanche 19 janvier 2025. Quatre-vingt-dix prisonniers palestiniens (69 femmes et 21 mineurs) sont libérés en échange des 3 otages israéliennes : Romi Gonen, Emily Damari et Doron Steinbrecher. Elles ont retrouvé la liberté après 471 jours de captivité. Côté palestinien, parmi les personnes prisonnières, figurent aussi bien des personnes condamnées pour terrorisme (sans meurtre) ou arrêtées après le 7 octobre 2023 et qui purgeaient des peines courtes que des personnes arrêtées sans jugement et en détention administrative,,. Le plus jeune captif palestinien libéré par Israël est âgé d'une douzaine d'années, selon Al-Jazeera, ou quinze ans selon Times of Israel et Associated Press,. Emmenés ensuite dans la ville de Beitunia, ils sont acclamés par la foule cisjordanienne où sont déployés des drapeaux du Hamas, du Fatah, du Jihad islamique ou du groupe libanais Hezbollah.
Times Of Israël, s'appuyant sur une liste fournie par l'Associated Press et sur des compléments fournis par Haaretz, rapporte quelques noms des Palestiniens libérés :
- Khalida Jarrar, 62 ans, députée au Conseil législatif palestinien et membre influente du Front populaire de libération de la Palestine (FPLP). Condamnée en 2021 pour avoir organisé un attentat à la bombe qui a coûté la vie à une jeune fille[132], elle avait été de nouveau arrêtée à la fin de l’année 2023 et placée depuis en détention administrative renouvelable indéfiniment[132];
- Dalal Khaseeb, 53 ans, sœur de Saleh al-Arouri, un ancien membre de la direction du Hamas et l'un des fondateurs de sa branche militaire, les Brigades Izz al-Din al-Qassam ;
- Abla Abdelrasoul, 68 ans, épouse du chef du FPLP Ahmad Saadat ;
- Nawal Abed Fatiha, une citoyenne israélienne arabe qui, en 2020, a poignardé un Israélien de 70 ans à Jérusalem ;
- Ibrahim Zamar, qui, en avril 2023, alors qu’il avait 15 ans, a tiré sur deux personnes à l’entrée du quartier de Sheikh Jarrah à Jérusalem-Est.

Dans le cadre de cet accord, le 25 janvier a lieu la deuxième « salve » de libérations d'otages. L’échange permet la libération de 200 prisonniers palestiniens et quatre otages israéliennes. La majorité des prisonniers libérés purgeaient des peines de prison à vie pour avoir participé à des attaques sanglantes en Israël ; parmi eux, figure Muhammad Odeh, peintre à l'université hébraïque de Jérusalem, qui a perpétré un attentat ayant tué plusieurs personnes sur son lieu de travail,,. Les quatre otages libérées sont des soldates âgées de 19 à 20 ans, retenues depuis 477 jours par le Hamas. Leur libération donne lieu à une opération de communication du Hamas, qui se répètera : elles sont exhibées en public place de la Palestine au cœur de Gaza détruite ; une vidéo les présente remerciant le Hamas de les avoir protégées des bombardements israéliens, rappelant ainsi la polémique en Israël autour de Benyamin Netanyahou qui est accusé de peu se soucier du sort des otages. Les otages libérées portent notamment des pendentifs à l’image de la Palestine unie et des bracelets aux couleurs de la Palestine, modifiées numériquement par les télévisions israéliennes en couleurs d’Israël.
Le 30 janvier 2025 marque la troisième libération de la première phase de l’accord d’échanges. Un nombre de 110 prisonniers palestiniens est libéré. En échange, sont libérés huit otages détenus par le Hamas: cinq citoyens thaïlandais, une soldate israélienne et deux civils israéliens. Cette libération se déroule à Khan Younis — par les Brigades Ezzedine Al-Qassam du Hamas et les Brigades Al-Qods du Jihad islamique,,.
Trois otages sont libérés par le Hamas le 1er février 2025 en contrepartie de la libération de 183 prisonniers Palestiniens, toujours selon l’accord. Cette 4e salve de libération d’otages se fait selon le même mode, au compte-gouttes, semaine après semaine. Les trois otages libérés sont le Franco Israélien Ofer Kalderon, l’Israélo-Américain Keith Siegel et l’Israélien Yarden Bibas, figure symbolique de cette prise d’otages (dont la femme Shiri et les deux enfants le bébé Kfir et Ariel, tous deux âgés de 8 mois et de 4 ans, sont toujours retenus aux mains des terroristes et dont les dépouilles ont été rendues le 20 février). 
Au fur et à mesure des phases de libération, sont libérés des otages qui, par leur état de santé et leurs témoignages, sont la preuve de conditions de détention traumatisantes (tortures physiques et psychologiques, mise en cage, hygiène absente…). Ofer Kalderon, pour le Huffington Post, a raconté son calvaire durant les 484 jours de captivité.
Le 8 février 2025, lors de la 5e salve de l'accord, 3 otages ont été libérés. Il s'agit de Ohad Ben Ami, 56 ans, Eli Sharabi, 52 ans, et Or Levy, 34 ans. Étiques, ils étaient soutenus à leur sortie du minibus par des combattants des brigades Ezzedine al-Qassam puis arboraient chacun un « certificat de libération » ainsi qu’un sac en kraft contenant notamment de la propagande palestinienne. La Croix-Rouge a été critiquée en Israël pour sa présence à des libérations dont la scénographie viole le droit humanitaire international . Le Premier ministre israélien a promis d’éradiquer le Hamas de la bande de Gaza et de ramener tous les otages israéliens qui y sont encore, dans un message vidéo diffusé par son bureau : « C’est l’ordre. Et c’est ce que nous ferons ». Ce sont 183 prisonniers palestiniens qui sont libérés lors de l'échange du 8 février 2025.
Le 15 février fut la sixième salve de libération des otages. Il s’agissait de trois binationaux enlevés au kibboutz Nir Oz le 7 octobre 2023. Cette libération a eu lieu comme pour toutes les autres, orchestrée et mise en scène par le Hamas, avec la présence des médiateurs de la Croix-Rouge. Leurs conditions de détention ont confirmé celles vécues par les précédents otages libérés. Après leur libération, les trois otages ont évoqué la torture physique et psychologique que le Hamas leur a fait subir. Yaïr Horn a été détenu avec son frère Eitan au début de la captivité, mais il ne l'a pas revu depuis ; Sagui Dekel-Chen a été marqué par la torture ; Sasha Trufanov a été détenu seul et a appris à parler et à lire l'arabe. En échange de leur libération, Israël a relâché 369 prisonniers palestiniens.
Le 20 février 2025, a eu lieu l'échange de dépouilles d'otages contre des prisonniers palestiniens : 4 corps d'otages contre 200 prisonniers palestiniens. De la même façon que pour la remise des otages vivants, cet échange s'est déroulé selon une mise en scène orchestrée, en musique, au milieu d'une foule de femmes, d'hommes et d'enfants gazaouis. Les 4 corps étaient enfermés dans 4 cercueils noirs posés sur scène avec en arrière plan une image de propagande figurant Benjamin Netanayou grimé en vampire. En médaillon sur le cercueil, une photographie de chaque otage avec son nom. Les corps d'otages selon l'accord de libération devaient être ceux de : Shiri Bibas, 32 ans lors de son enlèvement (épouse de Yarden Bibas libérée le 1er février), et ses enfants enfants Kfir et Ariel, respectivement âgés de presque 9 mois et 4 ans lorsqu'ils ont été kidnappés, les deux plus jeunes otages de l'histoire des prises d'otage. Ces deux enfants avec leurs cheveux roux étaient devenus le symbole de toutes les manifestations appelant à la libération des otages,,. Le 4e corps supposé était celui d'Oded Lifschitz, 84 ans, mort en captivité, en novembre 2023. Il était aussi un militant pacifique, défenseur de la paix et des droits des Palestiniens et l'un des fondateurs du kibboutz Nir Oz. Il avait longtemps travaillé pour « Al Hamishmar » (Sentinelle en français), quotidien de gauche associé au mouvement des kibboutzim et ayant cessé de paraître au milieu de la décennie 1990. Sa femme Yocheved Lifshitz, militante pro-palestinienne comme son époux, également kidnappée puis libérée le 23 octobre 2023 au bout de 16 jours de détention pour des « raisons humanitaires », avait raconté « l'enfer » de leur enlèvement pendant lequel les assaillants tiraient sans faire la « distinction entre vieux et jeunes ».
Concernant la famille Bibas, l'incertitude demeurait quant à leur sort, ils avaient été annoncés morts fin novembre 2023 par les brigades al-Qassam, la branche armée du Hamas, au cours d'une frappe israélienne dans la bande de Gaza. L’une des otages, Nili Margalit, libérée en novembre 2023, explique qu’elle a vu, pendant sa captivité, un membre du Hamas annoncer au père la mort de sa famille. L'identité des deux enfants Kfir et Ariel est confirmée le 20 février après examen médico légal à l’Institut de médecine légale d’Abou Kabir, à Tel Aviv. Ils ont été tués dans un bombardement israélien selon le Hamas, mais l'autopsie minutieuse de leurs dépouilles montre qu'ils ont été assassinés à mains nues dès novembre 2023 puis suppliciés par les activistes palestiniens,,. La famille Bibas accuse Benyamin Netanyahou d'avoir abandonné ses membres enlevés lors de l'attaque du 7 octobre 2023. Le 3e corps rendu devait être celui de la mère des enfants mais l'examen a démontré que son ADN ne correspondait pas à celui du corps présent dans le cercueil. Le Hamas a reconnu dans un communiqué « la possibilité d'une erreur ou d'un mélange de corps » dans la zone où se trouvait la famille Bibas avec d'autres Palestiniens. L’identité du 4e corps rendu, celui de Oded Lifschitz, mort en captivité, en novembre 2023, a bien été confirmée. Le 21 février, le corps de Shiri Bibas est finalement rendu par le Hamas et la médecine légale israélienne parvient aux mêmes conclusions que pour les enfants Bibas, quant aux causes de sa mort.
Le 22 février 2025 a eu lieu une septième « salve » de libération d'otages. Six hommes sont libérés, dont deux retenus captifs depuis dix ans. Lors de sa libération, l'un des otages a embrassé le front de deux membres du Hamas, qui l'escortaient sur la devenue traditionnelle estrade de présentation des otages aux foules et au monde entier, à Nousseirat, ce qui semble être une mise en scène imposée à l'otage peu avant. Israël a annulé au dernier moment la libération des 602 prisonniers palestiniens initialement prévue du fait des « cérémonies humiliantes » du Hamas lors des libérations d'otages. Le Hamas a accusé Israël de « violation flagrante » de l'accord de trêve,,.          
Dans la nuit du 26 au 27 février, quatre corps d’otages israéliens morts à Gaza, sont restitués, dont celui du franco-israélien d’Ohad Yahalomi auquel le président français Emmanuel Macron rend ensuite hommage sur X. En échange, 625 prisonniers palestiniens, dont ceux qui auraient du être libérés précédemment, sortent de prison. Cette première phase d’accord expire le 1er mars.
Début mars, 56 anciens otages appellent dans une lettre ouverte le gouvernement israélien à conclure un accord de cessez-le-feu « complet » avec le Hamas pour permettre la libération du reste des captifs. 
Le 28 avril, Abdel-Fattah Abou Mahadi un ex-prisonnier palestinien libéré dans le cadre de l'accord avec le Hamas, est tué dans une frappe israélienne sur sa maison dans la bande de Gaza. Sa femme, deux de leurs enfants et six autres personnes sont également tués dans la frappe. 

## Débats sur l'usage différencié des termes «otage» et «prisonnier»
Relancé depuis l'attaque du 7 octobre 2023, un débat demeure sur l'usage des termes « otages » et « prisonniers », alors ces deux termes peuvent dissimuler une réalité souvent proche, mais dont l'usage différencié est lourd de sens et participe d'une « guerre des mots ». 
Selon le chercheur en sciences politiques Etienne Dignat, 4 critères font un « prisonnier » : son lieu de détention doit être connu ; il ne doit pas courir de risque pour sa vie ; il doit bénéficier d'un droit de visite ; enfin il doit avoir été arrêté pour l'empêcher de continuer son activité. 
Pour le premier critère, les lieux de détention du Hamas sont inconnus. A l'inverse, la localisation des prisons israéliennes est connue, mais l'information spécifique de détention pour chaque personne ne l'est pas toujours (or la définition s'applique à une personne). Les critères 2 (voir les différents chapitres de cet article) et 3 ne sont pas respectés dans les deux cas. Le droit de visite, évidemment impossible pour les détenus israéliens du Hamas, a été retiré par Israël aux détenus palestiniens depuis le début du conflit le 7 octobre. Enfin la définition du dernier critère, à savoir la détention justifiée au regard du droit, est plus difficile en cela qu'il est respecté dans certains cas et non dans d'autres. Côté Hamas, si la majorité de civils parmi les 240 détenus sont vraisemblablement destinés à être rançonnés et sont donc à ce titre des otages, les soldats israéliens capturés tombent eux sous la qualification de prisonniers de guerre. Du côté d'Israël, sur les 10000 palestiniens détenus en 2024, près de 3000 le sont arbitrairement (sans inculpation), dont un grand nombre d'enfants, de médecins, de journalistes. Déjà épinglé par sa propre Cour Suprême en 2000 pour des pratiques similaires, Israël pourrait de nouveau avoir eu recours à ces détentions arbitraires pour se constituer une monnaie d'échange, on parlerait donc là d'otages.
Les détenus du Hamas remplissent donc généralement entre 0 et 1 critère (détention justifiée) sur 4, selon les cas, pour retenir la qualification de prisonniers. Ceux d'Israël remplissent plutôt entre 0 et 2 critères (lieu de détention connu et détention justifiée). Dans les deux cas, le qualificatif semble donc galvaudé. 
Or si l'usage des expressions « prisonniers palestiniens » et « otages israéliens » est bien répandu, et qu'inverser l'utilisation des deux termes pour chaque situation serait sans doute osé, mettre ces deux catégories de détenus à égalité semble approprié mais il peut provoquer des scandales dans les sphères politico-médiatiques. Ainsi le 1er février 2025, la BBC a du présenter ses excuses publiques après que son présentateur Nicky Schiller ait qualifié de « prisonniers israéliens » les détenus libérés par le Hamas. De même, quelques jours plus tôt, la chaîne France Info TV a présenté ses excuses pour un bandeau de diffusion qui faisait mention d'« otages palestiniens » libérés et suspendu immédiatement son auteur, après avoir été interpellée par la députée Renaissance Caroline Yadan qui a qualifié le message d'« abject et inacceptable ».